# Yu-Gi-Oh! (Película de 1999)
Yu-Gi-Oh! (遊戯王 Yū Gi Ō?) es un cortometraje animado japonés de fantasía y aventuras basado en la serie manga del mismo nombre escrita e ilustrada por Kazuki Takahashi. El cortometraje está dirigido por Junji Shimizu, escrito por Yasuko Kobayashi y producido por Toei Animation. El cortometraje se estrenó en Japón el 6 de marzo de 1999, como parte de la Feria de animación Toei Animation Spring 1999, junto con Dr. Slump: Arale's Surprise Burn y Digimon.
Teniendo lugar en la misma continuidad de la primera serie de anime, el corto gira en torno a un niño llamado Shōgo Aoyama, quien es el objetivo de Seto Kaiba después de obtener una poderosa carta rara; el legendario Dragón Negro de Ojos Rojos.

## Trama
Un niño tímido llamado Shōgo Aoyama recibe la rara carta, Dragón Negro de Ojos Rojos, una carta que aporta potencial a aquellos que luchan en duelo con valentía. A pesar de no haber ganado nunca antes un juego de Duel Monsters, Shōgo se jacta de que no necesita batirse en duelo con otros, ya que simplemente ganaría con esa carta. Habiendo notado que Shogo posee esta carta, Seto Kaiba le envía invitaciones, así como a Yugi Mutō, para un torneo contra él. Cuando Shōgo rechaza la invitación, Kaiba envía a uno de sus hombres para obligarlo a asistir, lo que llama la atención de Yugi y su amigo, Joey Wheeler. Mientras Jonouchi mantiene a raya al hombre, Yugi y Shōgo intentan escapar, pero son atacados por otro guardia que roba el Dragón Negro de Ojos Rojos de Shōgo y el Rompecabezas Milenario de Yugi. Cuando Jonouchi logra recuperar la carta, Shogo admite que no quería batirse en duelo en caso de que perdiera con la carta, por lo que Yugi decide batirse en duelo en su lugar.
Yugi recupera su Rompecabezas del Milenio de Kaiba y se transforma en su alter ego, mientras Kaiba prepara su duelo usando un nuevo sistema holográfico de Disco de Duelo. Yugi pronto se mete en problemas cuando Kaiba saca su Dragón Blanco de Ojos Azules, y cuando Yugi logra vencer a uno, saca otro y lo combina con sus otros dos dragones. Cuando Yugi se pone a la defensiva, se revela que Jonouchi había introducido el Dragón Negro de Ojos Rojos de Shōgo en el mazo de Yugi, aunque Yugi se niega a usarlo hasta que Shōgo muestre coraje. Cuando Kaiba detiene la capacidad de defensa de Yugi, Shōgo finalmente muestra coraje, alentando a Yugi a convocar al Dragón Negro de Ojos Rojos y lo fusiona con su Dragón Meteoro para derrotar a Kaiba. Luego, las cosas vuelven a la normalidad y Shōgo comienza a batirse en duelo normalmente y a hacer amigos.

## Reparto
- Megumi Ogata como Yugi Muto
- Hikaru Midorikawa como Seto Kaiba
- Toshiyuki Morikawa como Katsuya Jonouchi
- Yumi Kakazu como Anzu Mazaki
- Ryōtarō Okiayu como Hiroto Honda
- Eiko Yamada como Shōgo Aoyama
- Hisako Kyōda como Shopkeeper

## Producción
El cortometraje está dirigido por Junji Shimizu y escrito por Yasuko Kobayashi, quien ha escrito algunos episodios de la serie. Michi Himeno y Shingo Araki regresaron de la serie de televisión para diseñar los personajes y la dirección de animación, junto con BMF proporcionando la música de la película.

## Lanzamiento
El cortometraje se estrenó en los cines de Japón el 6 de marzo de 1999, como parte de la Feria de Animación Toei Animation Spring 1999, y se presentó junto con Dr. Slump: Arale's Surprise Burn y Digimon Adventure.

## Recepción

### Taquilla
El cortometraje, junto con Dr. Slump: Arale's Surprise Burn y Digimon Adventure recaudaron colectivamente JPY650.000.000 millones de yenes